# Cecograma

Símbolo internacional para un cecograma

Un cecograma es un objeto de correspondencia impreso en relieve, para uso de personas ciegas.